# Івахненко Надія Василівна
Надія Василівна Івахненко (1929—?) — радянський працівник сільського господарства, ланкова радгоспу, Герой Соціалістичної Праці.

## Біографія
Народилася в 1929 році в хуторі Карпівка Ростовської області.
На момент нагородження працювала ланковою овочівників 2-го відділення радгоспу «Ажиновський» Багаєвського району Ростовської області.

## Нагороди
- Указом Президії Верховної Ради СРСР від 13 березня 1981 року «за видатні успіхи, досягнуті у виконанні завдань десятої п'ятирічки і соціалістичних зобов'язань по збільшенню виробництва і продажу державі продуктів землеробства і тваринництва» Надії Василівні Івахненко присвоєно звання Героя Соціалістичної Праці з врученням ордена Леніна і золотої медалі «Серп і молот».[2]
- Також нагороджена медалями.